# Bulbophyllum ovalitepalum
Bulbophyllum ovalitepalum là một loài phong lan thuộc chi Bulbophyllum.